# Nathaniel Hackett
Nathaniel Hackett (Fullerton, 19 dicembre 1979) è un allenatore di football americano statunitense che svolge il ruolo di coordinatore offensivo dei New York Jets della National Football League (NFL).

## Carriera
Hackett iniziò ad allenare nella NFL svolgendo il ruolo di controllo qualità dell'attacco dei Tampa Bay Buccaneers nel 2006-2007. In seguito fu il coordinatore offensivo dei Buffalo Bills, dei Jacksonville Jaguars e dei Green Bay Packers. Con questi ultimi, assieme al quarterback Aaron Rodgers, guidò l'attacco della squadra al primo posto della NFL nel 2020.

### Denver Broncos
Il 27 gennaio 2022 Hackett fu assunto come capo-allenatore dei Denver Broncos. Il 26 dicembre 2022, dopo la sconfitta nella gara della settimana 16 per 51-14 subita contro i Los Angeles Rams e con un record in stagione di 4 vittorie e 11 sconfitte, Hackett fu licenziato dai Broncos.

## Record come capo-allenatore
| Squadra | Anno   | Stagione regolare | Stagione regolare | Stagione regolare | Stagione regolare | Stagione regolare | Playoff | Playoff | Playoff   |
| Squadra | Anno   | Vinte             | Perse             | Pari              | %                 | Risultato         | Vinte   | Perse   | Risultato |
| ------- | ------ | ----------------- | ----------------- | ----------------- | ----------------- | ----------------- | ------- | ------- | --------- |
| DEN     | 2022   | 4                 | 11                | 0                 | .267              | Esonerato         | -       | -       | -         |
| Totale  | Totale | 4                 | 11                | 0                 | .267              |                   | -       | -       |           |